# Argia medullaris
Argia medullaris là một loài chuồn chuồn kim trong họ Coenagrionidae.
Argia medullaris is in 1865 voor het eerst wetenschappelijk beschreven door Hagen in Selys.